# Distretto elettorale di Kongola
Il distretto elettorale di Kongola è un distretto elettorale della Namibia situato nella Regione dello Zambesi con 5.658 abitanti al censimento del 2011. Il capoluogo è la città di Kongola.

## Località
Oltre al capoluogo sono presenti nel distretto le seguenti località:
Mwanzi, Izwi, Mulanga, Pipo, Munguza, Kahunikwa, Poca, Queensland, Kakuwa, Mitondo, Nxtohei e Kachenje.